# فانگا (باشقیرستان)
فانگا (انگلیسی: Fanga, Republic of Bashkortostan) یک شهرک در شهرستان تاتیشلینسکی استان باشقیرستان کشور روسیه است.